# Bárány (heraldika)

Debrecen címere, benne a báránnyal

Névváltozatok: (husvéti) bárány (Nagy Iván VIII. 297.), húsvéti bárány (Benke, Bánya 389.), Isten báránya (Benke, Bánya 399.)
en: lamb, de: Lamm, Lamm Gottes, la: agnus, Agnus Dei

Rövidítések:
A bárány a kos ivadéka. A heraldikában szarvnélküli feje és a kostól gracilisabb, vékonyabb teste által különíthető el. Általában négy lábon álló helyzetben ábrázolják, amint az egyik (jobb) első lábával keresztes (általában Szent György) zászlót tart vagy az előtt áll, míg a fejét hátra fordítja. Általában szarvak nélkül vagy rövid, csigavonalban felcsavarodott szarvakkal vagy gyapjas bundával ábrázolt kecskeféle. Ha a kecskeféle szarva egyenes vagy enyhén ívelt, bak,
ha egyenes, de rövid, zerge, ha csigavonalban meggörbült (vagy rövid, íves), kos.
Főleg az egyházi címereken fordul elő. Bárány van a Református Egyház címerében és néha a városi címereken is látható (Debrecen, Szentendre, Bánffyhunyad, Korpona régi címere), általában vallási összefüggésben.
A konstantinápolyi zsinat 692-ben elrendelte, hogy Krisztust nem Nappal és Holddal körülfogott bárány képében kell ábrázolni, hanem emberi mivoltában. A keresztény szimbolika a Krisztust jelképező bárányt tekintette jelképes áldozati állatának. A húsvéti bárány Jézus feltámadását és az újjászületést jelképezi. Ilyenkor glóriával a feje körül és keresztes zászlóval ábrázolják. Isten bárányát, mint heraldikai motívumot Franciaországban először IX. Lajos (1226-1270), Magyarországon II. Endre (1205-1235) király használta pénzein, címerein és egyéb helyeken a keresztes hadjáratban való részvétele emlékére, valamint IV. Béla dénérán is megjelenik.
A bárány az apostolokat és Szent Ágostont is jelképezi, továbbá Keresztelő János és Szent Ágnes attribútuma és a Johanniták jelképe. Előfordul pl. Stubnyafürdő 1632-es címerében, mert a középkori Trencsénben a lovagok hőforrásokra épülő gyógyfürdőt működtettek.
A fehér bárány az ártatlan jóság, a fekete bárány a rossz ember jelképe. A kereszténységben a "Jó pásztor" ábrázolásokon a bárány a vétkest jelképezi. János jelenéseiben a Bárány-Krisztus a világ uraként, ítélkezőként jelenik meg.